# Wheatley (Oxfordshire)
Pour les articles homonymes, voir Wheatley.
Wheatley est un village et une paroisse civile de l'Oxfordshire, en Angleterre. Il est situé dans l'est du comté, à 8 km à l'est de la ville d'Oxford. Administrativement, il dépend du district du South Oxfordshire. Au recensement de 2011, la paroisse civile, qui comprend le hameau voisin de Littleworth, comptait 3 905 habitants.
L'église paroissiale est dédiée à la Vierge Marie. Elle est reconstruite entre 1855 et 1857 sur l'ordre de l'évêque d'Oxford Samuel Wilberforce, qui fait appel à l'architecte George Edmund Street. En 1980, Theresa May se marie dans cette église dont son père Hubert Brasier est alors le vicaire.